# 劉啟臻
劉啟臻（1995年9月17日—）是中國男子田徑運動員。2016年全國田徑冠軍賽標槍（800公克）決賽，劉啟臻以77.91公尺獲得冠軍。2018年亞洲運動會，他以82.22公尺不敵尼拉吉·秋普拉獲得亞軍。

## 標槍（800公克）前15好成績（Top 15）
| 成績             | 時間          | 地點                         |
| ---------------- | ------------- | ---------------------------- |
| 82.22公尺        | 2018年8月27日 | 印度尼西亞雅加達             |
| 81.85公尺        | 2019年5月21日 | 中国江蘇省南京市浦口區       |
| 81.70公尺        | 2018年6月2日  | 德国Offenburg                |
| 81.53公尺        | 2018年5月20日 | 日本大阪府大阪市東住吉區     |
| 81.52公尺        | 2019年6月30日 | 芬兰Pihtipudas               |
| 81.49公尺        | 2018年9月15日 | 中国山西省太原市晉源區       |
| 81.43公尺        | 2018年8月27日 | 印度尼西亞雅加達             |
| 81.40公尺        | 2018年4月18日 | 中国湖南省株洲市             |
| 81.35公尺        | 2018年6月2日  | 德国Offenburg                |
| 80.90公尺        | 2018年4月1日  | 中国四川省成都市郫都區犀浦鎮 |
| 80.73公尺        | 2019年8月2日  | 中国遼寧省瀋陽市渾南區       |
| 80.72公尺        | 2018年9月15日 | 中国山西省太原市晉源區       |
| 80.58公尺        | 2019年6月30日 | 芬兰Pihtipudas               |
| 80.41公尺        | 2018年5月26日 | 德国Halle                    |
| 80.35公尺        | 2019年5月18日 | 中国上海市徐匯區             |
| 平均約81.212公尺 |               |                              |

## 外部連結
- 劉啟臻在的頁面